# La Tortuga
La Tortuga is een eiland dat behoort tot Venezuela (Zuid-Amerika) en ligt ten westen van Isla Margarita. Bij het hoofdeiland horen nog drie kleinere onbewoonde eilanden, waaronder Cayo Herradura en Los Tortugillos. La Tortuga valt onder de Federale gebieden.

## Ontdekking
La Tortuga is in 1499 ontdekt door Alonso de Ojeda. Tijdens zijn tweede reis, die hij samen met Amerigo Vespucci maakte, noemde deze laatste het eiland La Tortuga, omdat er veel schildpadden op het eiland waren.

## Piraten
Hoewel we dit eiland niet mogen verwarren met het bekende pirateneiland Tortuga bij Haïti, zijn er ook wel piraten op La Tortuga geweest. Zo heeft Henry Morgan op dit eiland diverse rooftochten naar de kust van Venezuela voorbereid.

## Nederlands fort
De zoutpannen op La Tortuga werden reeds voor de oprichting van de West-Indische Compagnie door Nederlanders bedijkt en geëxploiteerd. Zij bouwden een houten fort in 1638. Nederlandse zoutvaarders voerden voortdurend strijd met Spanjaarden en Venezolaanse indianen; in 1661 verloren zij hun fort bij een overval. In 1668 hebben de Nederlanders er weer een sterk beschermd fort neergezet in de buurt van de natuurlijke haven van het eiland.

## Schatgraven
In de revolutiedagen met Simón Bolívar werden hier schatten verstopt van rijke Spaanse families met als reden om hier hun laatste kostbare goederen op te slaan en veilig te stellen. Hier liggen grote ankers en enkele jaren terug is hier nog een houten kist met zilver gevonden door lokale vissers.

## Zoetwatergrotten
Het is het enige Venezolaanse eiland waar zoetwater aanwezig is in natuurlijke grotten.

## Onbewoond eiland
Vandaag de dag is het een verlaten eiland waar alleen vissers leven in het kreeftseizoen, vooral de zuidkust van het eiland heeft mooie baaien en een mooi landschap, uniek in het Caraïbisch gebied. Aan de zuidkust van het eiland liggen de mooiste baaien waar nog weinig mensen zijn geweest.